# Kathrin Grote-Bittner
Kathrin Grote-Bittner (geboren am 7. September 1961) ist eine deutsche Juristin. 2012 wurde sie zur Richterin an das Bundespatentgericht in München berufen.

## Beruflicher Werdegang
Kathrin Grote-Bittner war Richterin am Landgericht Potsdam, später Vorsitzende Richterin.
Am 25. April 2012 wurde sie zur Richterin am Bundespatentgericht ernannt. Dort war sie zunächst in einem Marken-Beschwerdesenat als weiteres rechtskundiges Mitglied tätig. Da im Bundespatentgericht mehrheitlich naturwissenschaftlich ausgebildete Richter tätig sind, werden die Juristen als „rechtskundige Mitglieder“ bezeichnet. 2015 wechselte sie in einen Technischen Beschwerdesenat, wo sie im folgenden Jahr ihr Pensum wegen einer Tätigkeit in der Gerichtsverwaltung auf die Hälfte reduzierte. Ab 2017 behielt sie diese Aufgabe bei und wurde mit halbem Pensum regelmäßige Vertreterin des Vorsitzenden und weiteres rechtskundiges Mitglied in einem Nichtigkeitssenat.
2021 erfolgte ihre Beförderung zur Vorsitzenden Richterin in einem Nichtigkeitssenat.
Ab 2013 war sie Mitglied der Prüfungskammer für Patentanwälte.